# Volutharpa perryi
Volutharpa perryi är en snäckart. Volutharpa perryi ingår i släktet Volutharpa och familjen valthornssnäckor. Inga underarter finns listade i Catalogue of Life.